# Maggia (Szwajcaria)
Maggia (lmo. Màgia) − miejscowość i gmina w południowej Szwajcarii, w kantonie Ticino, w okręgu (distretto) Vallemaggia, siedziba administracyjna powiatu (circolo) Maggia. Leży nad rzeką Maggia. Powstała 4 kwietnia 2004 w wyniku połączenia gmin Aurigeno, Coglio, Giumaglio, Lodano, Moghegno i Someo.

## Demografia
W Maggii mieszka 2618 osób. W 2022 roku 10,5% populacji gminy stanowiły osoby urodzone poza Szwajcarią. 

## Transport
Przez teren gminy przebiega droga główna nr 407.